# Ramsing
Ramsing is een plaats in de Deense regio Midden-Jutland, gemeente Skive. De plaats telt 436 inwoners (2008).